# Peredur

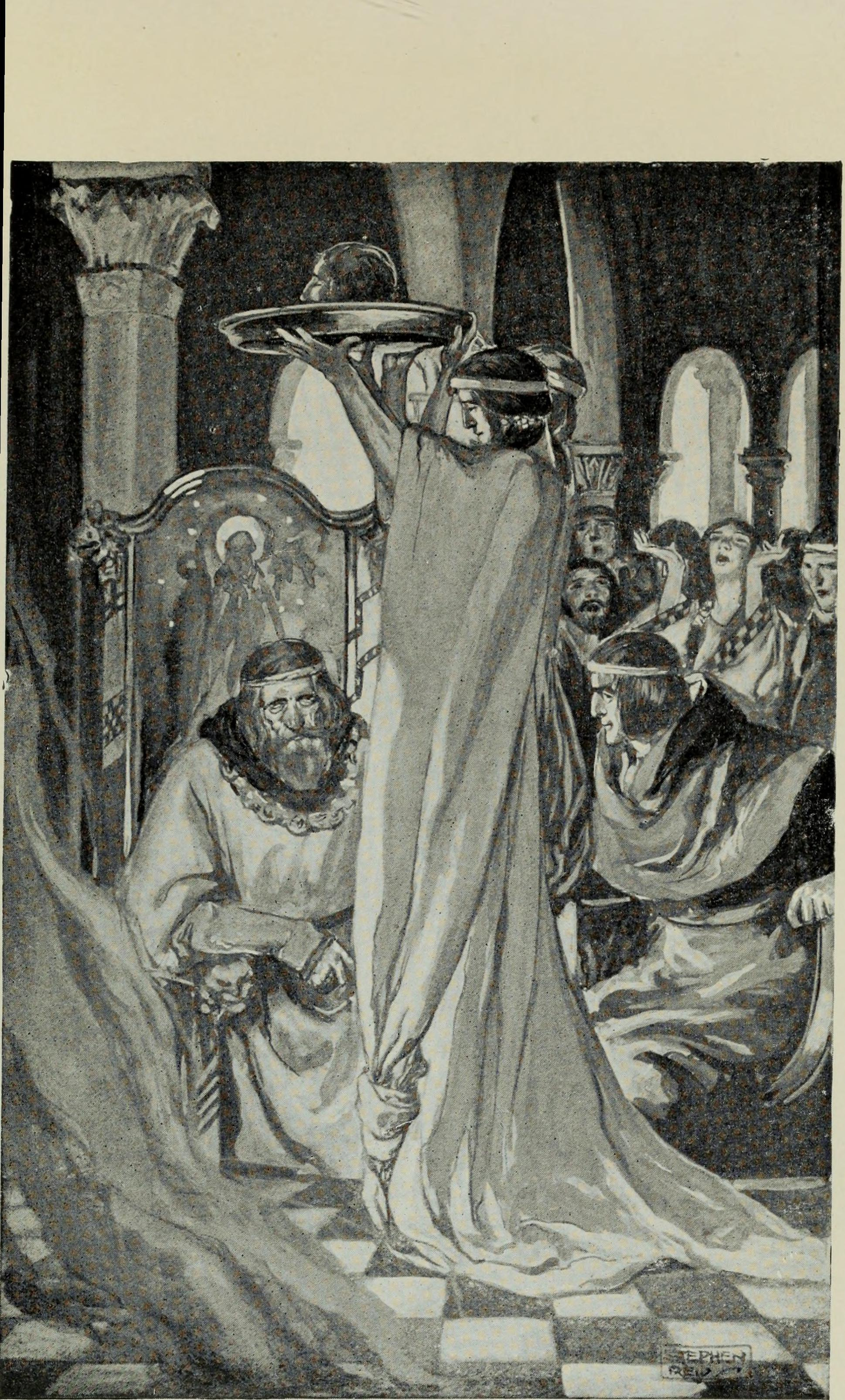
Voor de verlamde koning en zijn neef Peredur wordt een afgehakt hoofd op een dienblad rond gedragen, uit Myths and legends; the Celtic race (1910)

Peredur is de held van het verhaal Peredur fab Evrawg (Peredur zoon van Evrawg) in de Mabinogion, een serie Welshe verhalen uit de middeleeuwen. De naam Peredur is waarschijnlijk de originele variant van Perceval van Chrétien de Troyes en Parzival van Wolfram von Eschenbach. Naast veel overeenkomsten zijn er ook grote verschillen tussen de verhalen van Peredur en Parcival.

## Manuscripten
Versies van de tekst bestaan in vier 14e-eeuwse manuscripten: (1) het midden-14e-eeuwse Witte Boek van Rhydderch, Peniarth 4, de langste versie. (2) Peniarth 7 uit het begin van de 14e eeuw. Het is de vroegste tekst, die eindigt met Peredurs 14-jarig verblijf in Constantinopel. (3) Peniarth 14, een fragment uit het tweede kwart van de 14e eeuw. (4) het Rode Boek van Hergest, eind 14e eeuw.  

## Verhaal
Peredur was een van de zeven zonen van graaf Evrawg (Eburacum, York). Zijn vader en zes broers kwamen om in de oorlog. Zijn moeder voedde hem op op een afgelegen plek, zodat hij geen wapens zou zien. Maar op een dag komen er ridders langs: Gwalchmei (Gawan, Walewein) zoon van Gwyar, Gweir zoon van Gwestyl en Owein (Iwanet) zoon van Uryen. Peredur wil meteen ook ridder worden en trekt naar Arthurs hof. Daar heeft zojuist een ridder de inhoud van een beker in het gezicht van koningin Gwenhwyvar (Guinevere) gegooid en Peredur neemt wraak door hem te doden. Hij neemt diens wapenrusting over. De dwergen, die in dienst waren geweest van zijn ouders, waren gaan spreken toen ze Peredur zagen en worden daarvoor gemolesteerd door Kei (Kay). Na zijn overwinning wil Peredur pas terugkomen naar Arthurs hof als hij op Kei heeft wraak genomen voor diens mishandeling van het dwergenechtpaar. Als hij vijanden heeft overwonnen, stuurt hij ze door naar Arthurs hof.
Peredur leert bij een oom zwaardvechten en goede manieren en bij een andere oom ziet hij een bloedende lans en het hoofd van een man (blijkt later een neef) op een dienblad, rondgedragen worden. Maar hij stelt geen vragen, dat had zijn eerste oom hem op het hart gedrukt. In een ander kasteel, dat belegerd wordt, ontmoet Peredur zijn grote liefde Angharad Gouden Hand: de vrouw met zwart haar, een witte huid en rode wangen. Hij redt haar van haar belegeraars en voegt hun bezit aan dat van haar toe. Aan het hof van de negen heksen van Gloucester leert hij drie weken lang nog beter paardrijden en wapens hanteren. Bij een kluizenaar aangekomen sneeuwt het en bloedsporen in de sneeuw doen hem mediteren op zijn grote liefde. Ridders van Arthur, die hem kwamen zoeken, duelleren met hem en Kei krijgt z'n bekomst en breekt zijn arm. Alleen Gwalchmei weet hem met vriendelijkheid te overreden naar Arthur te komen. Met Arthur gaat Peredur mee naar Caer Llion ar Wysg, maar al gauw gaat hij weer op avontuur. Hij verslaat een leeuw, die de wachter is van een cirkelvormige vallei met zwarte huizen, waar reuzen wonen. Hij verslaat twee derde van hen en dan geeft de heer van de vallei zich over: hij zal zich bij Arthur melden en zich laten dopen. Peredur verslaat vervolgens een slang, die op een ring ligt en keert terug naar Arthurs hof.
Weer op avontuur doodt hij de Zwarte Onderdrukker, die een oog was verloren in zijn gevecht met de Zwarte Slang, die in zijn staart een juweel heeft, dat goud kan scheppen. Peredur gaat naar het hof van de drie zonen van de Koning van het Lijden. De zonen worden dagelijks gedood door een slang, die zijn belagers ziet in een stenen zuil voor de ingang van zijn grot. Elke dag worden de dode zonen door hun echtgenoten in een warm bad gewassen en met olie ingewreven, zodat ze weer tot leven komen. Op weg naar de slang komt Peredur een prachtige vrouw tegen, die later de keizerin van Constantinopel blijkt te zijn. Zij geeft hem een steen, waarmee hij de slang kan zien, terwijl het monster hem niet ziet. Peredur komt langs een rivier met witte en zwarte schapen en een boom, die voor de helft in brand staat en aan de andere helft groene bladeren heeft. Er is ook een heer met twee honden, die hem de nauwe weg wijst naar de ingang van de grot van de slang. Met hulp van de steen weet Peredur de slang te doden. Dan ontmoet hij Edlym Rood Zwaard, die een rode wapenrusting heeft en op een rood paard rijdt. Met hem gaat hij naar het hof van een gravin wier 300 ridders hij verslaat. Edlym slaapt die nacht met de gravin. Peredur trekt met Edlym verder naar de slang met het juweel in de staart, doodt het dier en geeft Edlym het juweel. 
Peredur reist naar de keizerin van Constantinopel, verslaat er drie mannen, twee zwart en een met rood haar, die haar bekers aanboden, die ze mocht schenken aan diegene die met hen een gevecht zou aangaan. Peredur verslaat hen en regeert met de keizerin 14 jaar en keert dan terug naar Arthurs hof. Daar verschijnt een lelijke vrouw, die later een neef van Peredur blijkt te zijn en van gedaante kan veranderen, die hem er op wijst dat hij de oom moet opzoeken, bij wie hij de bloedende lans had gezien. Hij moet hem vragen wat de oorzaak is van zijn lijden. Ook Gwalchmei wordt op reis gestuurd. Na een heer en zijn dochter van hun belegeraars afgeholpen te hebben, reist Peredur door naar het Kasteel van Wonderen, waar een levend gwyddbwyll (schaak)spel wordt gespeeld en hij werpt het bord in zee als de stukken van de overwonnen tegenstander beginnen te schreeuwen. Het is het bord van de keizerin en hij moet naar het kasteel van Ysbidinongyl om er de zwarte heer te doden en in een bos een eenhoorn te verslaan. Hij krijgt hulp van de hond van de keizerin. Hij overwint een zwarte ridder, die onder een steen vandaan komt en arriveert ten slotte in het kasteel van zijn verlamde oom, waar inmiddels Gwalchmei aanzit. De lelijke vrouw blijkt telkens in zijn laatste avonturen een rol te hebben gespeeld. De lelijke vrouw, die zijn neef blijkt te zijn, vertelt dat de negen heksen van Gloucester verantwoordelijk zijn voor het lijden van zijn oom en dat zij ook een andere neef het hoofd af hebben geslagen. Zijn hoofd werd tijdens zijn eerste bezoek op een dienblad rondgedragen. Peredur doodt ten slotte de heksen, geholpen door Arthur en zijn mannen.